# 鈴木X-90
鈴木X-90（日语：スズキ・X-90）乃是日本鈴木公司於1995年至1997年間，以第一代Escudo為原型修改而成的小型SUV，採用雙門、雙人座佈局，車頂為可移除式T字形車頂。

## 歷史及概要
1993年 - 在日本泡沫經濟時期國民普遍富裕，於是各日系車廠紛紛開發外觀帥氣又兼具駕駛樂趣的車款，以吸引消費者掏腰包購買。鈴木公司在第30屆東京車展上首先展出其概念車型，這部車以鈴木Escudo修改而成，亦具備四輪驅動和越野功能。接著陸續參加國外各車展，獲得好評，該公司遂決定予以量產化。
1995年 - 10月正式在日本上市，設定為雙門、雙人座、高底盤，車尾仍維持獨立的行李廂，以3,710×1,695×1,550mm的尺碼而言屬於次緊湊型SUV。車頂為兩片可拆除的玻璃組成可移除式T字形車頂，設計概念頗為新潮。動力來源為Escudo的主力1.6L直列四缸SOHC G16A型引擎，再加上精簡的內裝鋪陳，整個中控台都是從Escudo移植而來，不過座椅配色比較活潑。
1996年 - 正式外銷北美洲市場而受到消費者的歡迎，該年度共出售7,205輛，1997年卻僅有2,087輛，1998年更下滑到477輛。
總括而言，X-90雖然搭上1990年代的SUV車風潮，最大的致命傷卻是雙人座的設定，在日本的產品生命週期中僅賣出1,348輛而已。原本這款車在英國的銷售狀況也不賴，但老牌汽車電視節目《英國瘋狂汽車秀》主持人杰里米·克拉克森（Jeremy Clarkson）批評這是一輛最糟糕的車之後，銷路開始下跌，連帶影響到整個歐洲市場的販售。另一名英國作家理查·波特（Richard Porter）在他2004年發表的書籍《垃圾車》（Crap Cars）中將X-90列入總數50名裡的第3名。於是，1997年這款車以短短兩年的生命週期收場。

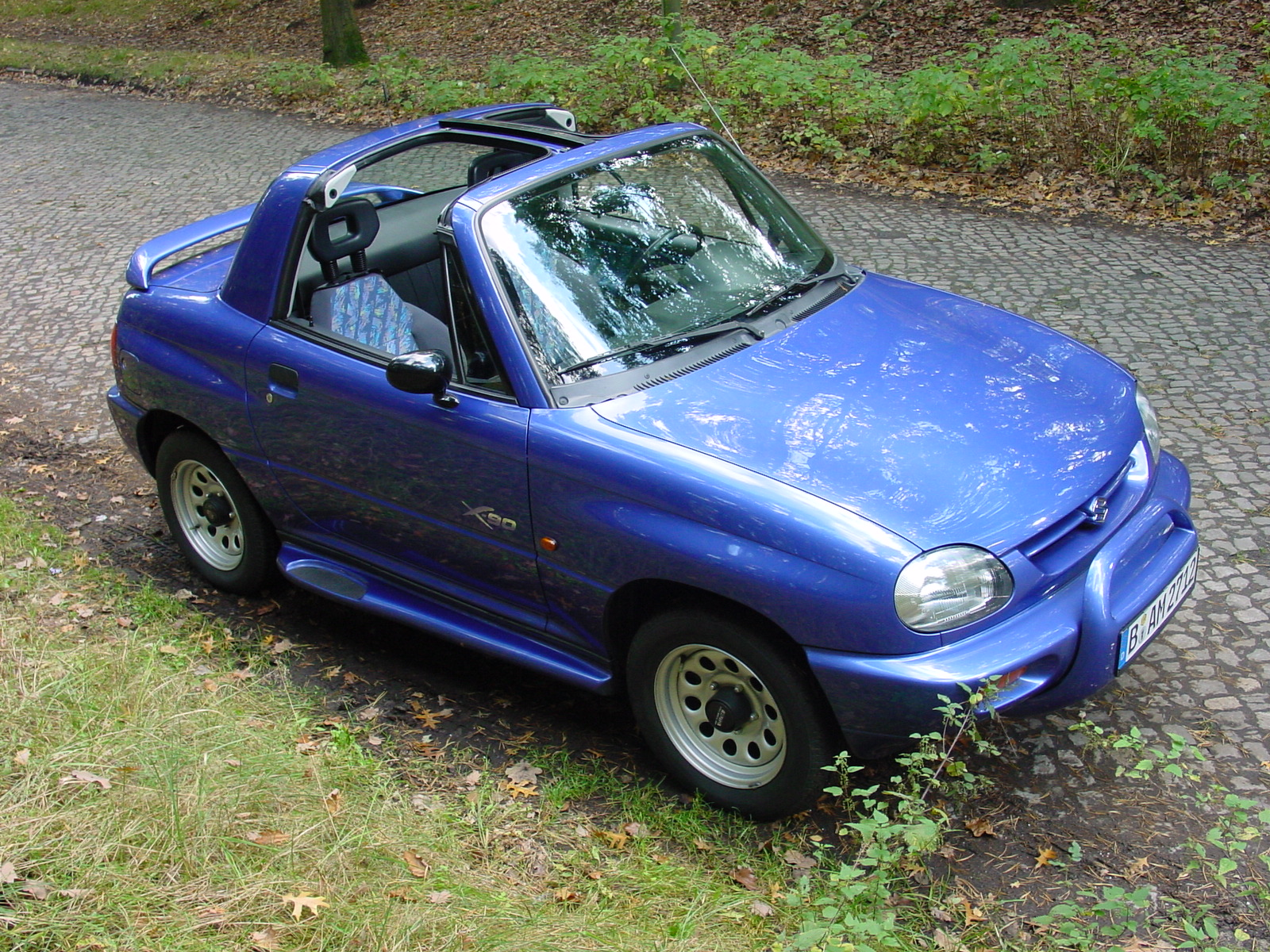
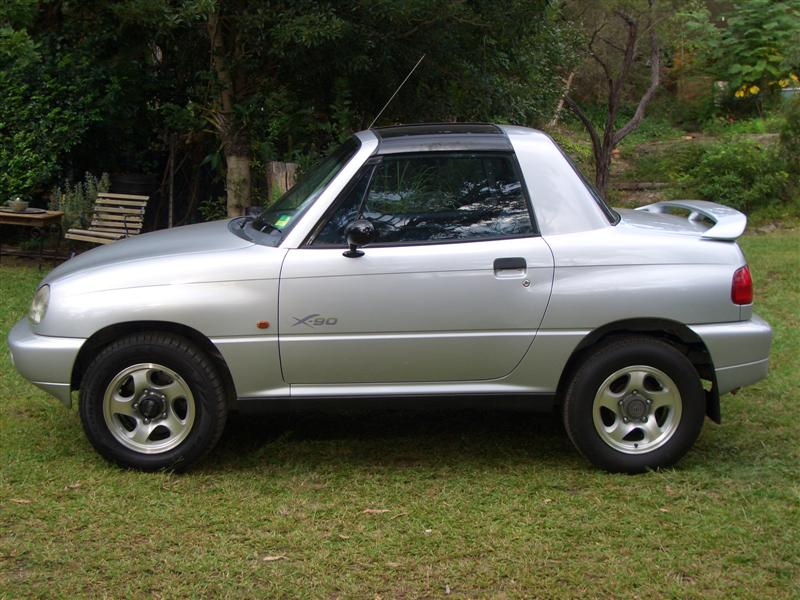
車側
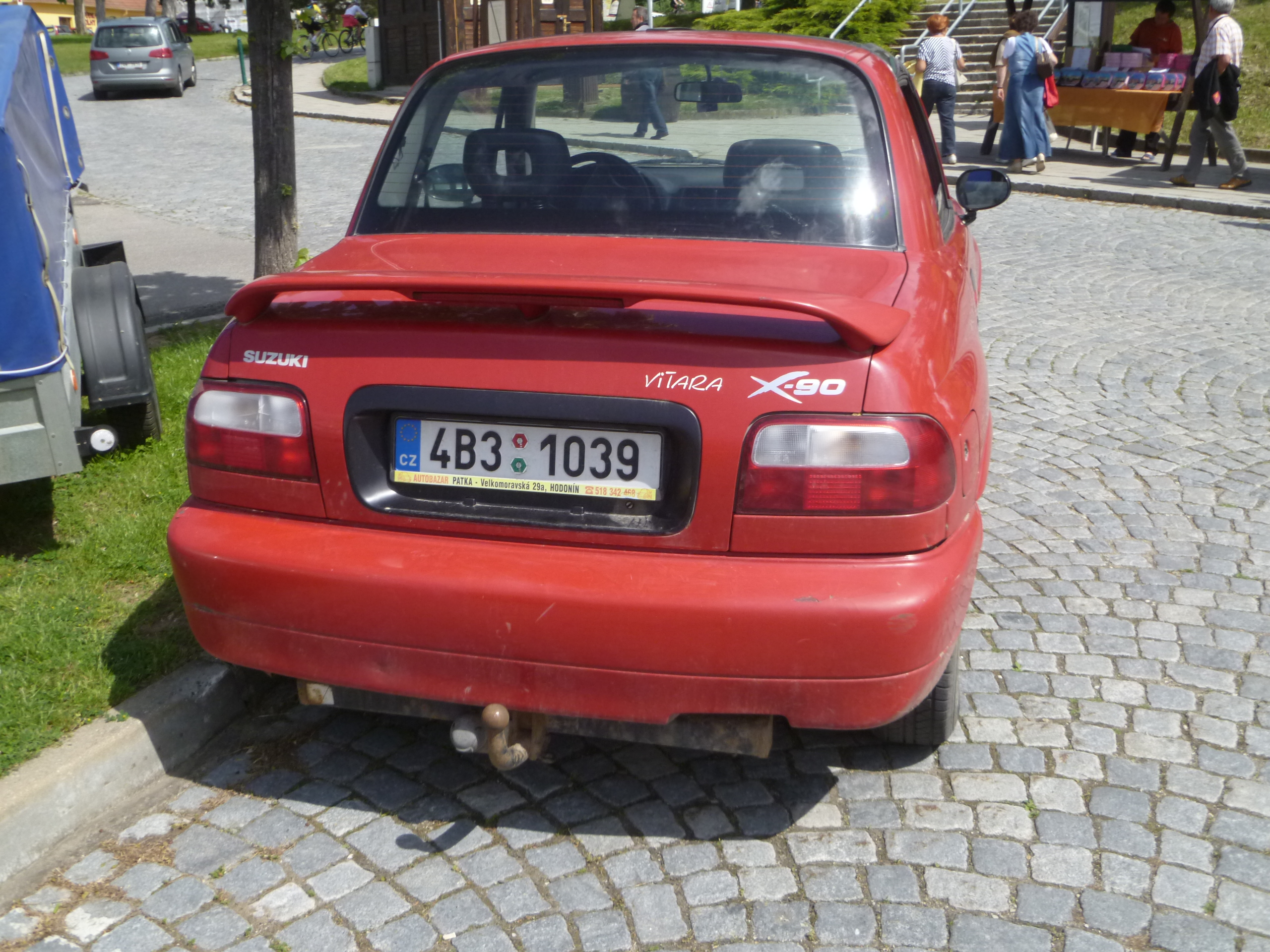
車尾
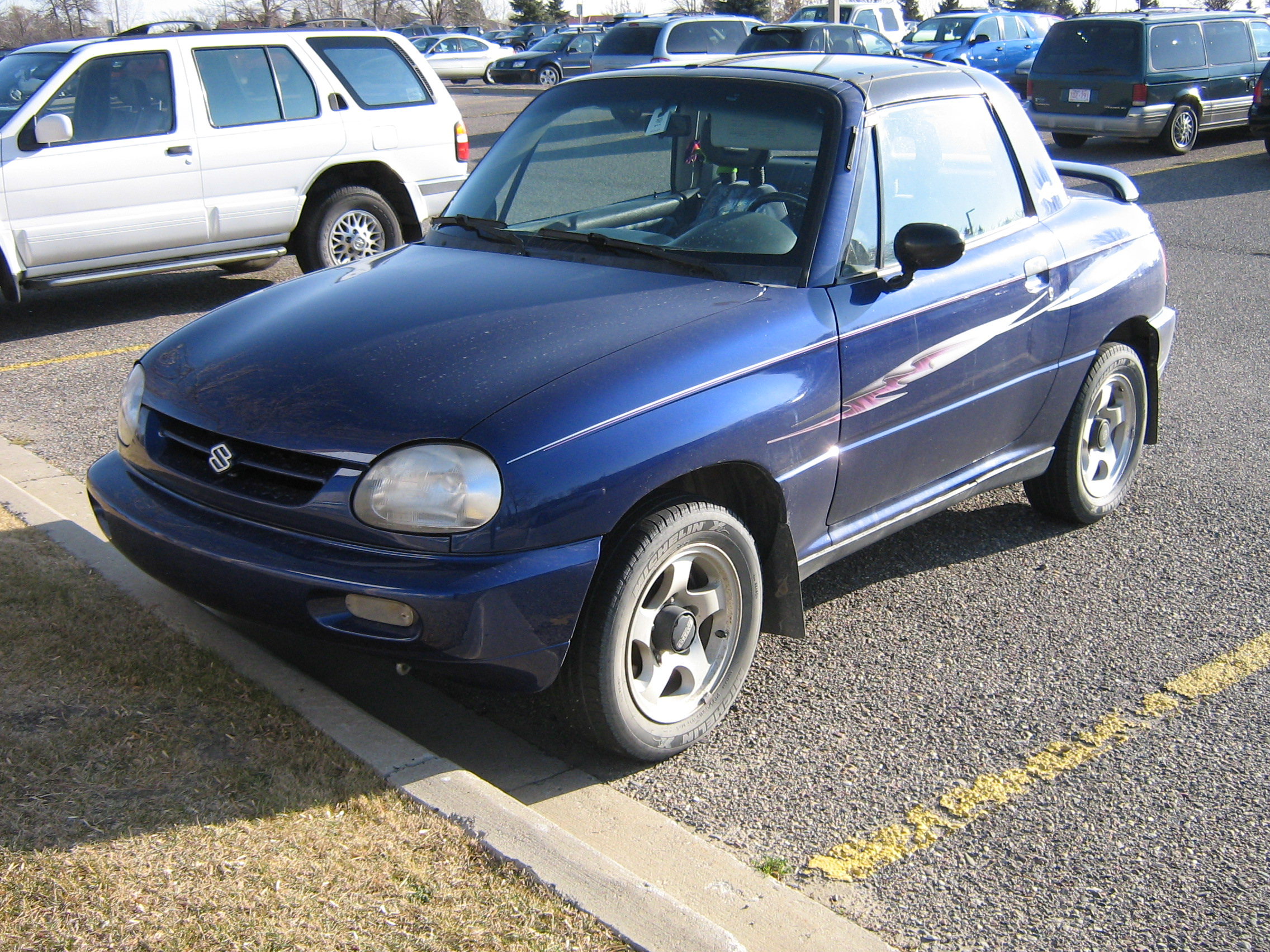

## 外部連結
- AutoNet汽車日報：日本名車系列（163）-SUZUKI X-90（1995-1997） （页面存档备份，存于）
- （日語）Suzuki 4WD History （页面存档备份，存于）